# Andrzej Jeż
Andrzej Jeż (ur. 3 maja 1963 w Limanowej) – polski duchowny rzymskokatolicki, doktor nauk teologicznych, biskup pomocniczy tarnowski w latach 2009–2012, biskup diecezjalny tarnowski od 2012.

## Życiorys
Urodził się 3 maja 1963 w Limanowej w rodzinie Jana i Genowefy z domu Wojtas. Kształcił się w miejscowym Liceum Ogólnokształcącym im. Władysława Orkana, w 1982 złożył egzamin dojrzałości. W latach 1982–1988 studiował w Wyższym Seminarium Duchownym w Tarnowie. 12 czerwca 1988 został wyświęcony na prezbitera przez arcybiskupa Jerzego Ablewicza, biskupa diecezjalnego tarnowskiego. Inkardynowany został do diecezji tarnowskiej. W latach 1993–1995 odbył studia specjalistyczne w zakresie homiletyki na Akademii Teologii Katolickiej w Warszawie, które ukończył ze stopniem licencjata. Następnie przebywał na rocznym stypendium naukowym na Papieskim Uniwersytecie Gregoriańskim w Rzymie. W 2002 na Wydziale Teologicznym Papieskiej Akademii Teologicznej w Krakowie uzyskał doktorat z teologii dogmatycznej na podstawie dysertacji Christus Communicator. Próba zbudowania modelu chrystologicznego w oparciu o teorię komunikacji interpersonalnej, napisanej pod kierunkiem Stanisława Budzika.
Pracował jako wikariusz w parafiach w Krościenku nad Dunajcem (1988–1991) i w Wierzchosławicach (1991–1993). W 2004 został proboszczem parafii Najświętszej Maryi Panny Królowej Polski w Tarnowie. W tym czasie objął funkcję dziekana dekanatu Tarnów – Zachód i wszedł w skład diecezjalnej rady ds. formacji duchowieństwa. W 2007 został przeniesiony na urząd proboszcza parafii św. Małgorzaty w Nowym Sączu. Na tym stanowisku został dziekanem dekanatu Nowy Sącz – Centrum, wszedł w skład diecezjalnej rady duszpasterskiej, a także został ustanowiony kanonikiem gremialnym i prepozytem kapituły kolegiackiej w Nowym Sączu.
W 1996 został ojcem duchownym w Wyższym Seminarium Duchownym w Tarnowie, w latach 1999–2007 wykładał w nim homiletykę.
20 października 2009 papież Benedykt XVI mianował go biskupem pomocniczym diecezji tarnowskiej ze stolicą tytularną Tigillava. Święcenia biskupie otrzymał 28 listopada 2009 w bazylice kolegiackiej św. Małgorzaty w Nowym Sączu. Głównym konsekratorem był biskup diecezjalny tarnowski Wiktor Skworc, a współkonsekratorami kardynał Stanisław Dziwisz, arcybiskup metropolita krakowski, i arcybiskup Józef Kowalczyk, nuncjusz apostolski w Polsce. Jako dewizę biskupią przyjął słowa „Ad laudem Trinitatis et Deiparae” (Na chwałę Trójcy Świętej i Bogarodzicy). Pełnił funkcję wikariusza generalnego diecezji i sprawował urząd moderatora kurii diecezjalnej.
12 maja 2012 papież Benedykt XVI mianował go biskupem diecezjalnym diecezji tarnowskiej. 15 czerwca 2012 kanonicznie objął diecezję i odbył ingres do tarnowskiej bazyliki katedralnej. W latach 2018–2023 przeprowadził V synod diecezjalny. W 2017 erygował Kapitułę Kolegiacką św. Mateusza Apostoła i Ewangelisty w Mielcu.
W strukturach Konferencji Episkopatu Polski został członkiem Komisji Charytatywnej, Komisji ds. Misji i Komisji Maryjnej.
Konsekrował biskupów pomocniczych tarnowskich: Jana Piotrowskiego (2014), Stanisława Salaterskiego (2014), Leszka Leszkiewicza (2016) i Artura Ważnego (2021), a także asystował podczas sakry biskupa Bouar Mirosława Gucwy (2018).
W 2024 prokurator w Tarnowie skierował do sądu akt oskarżenia przeciwko niemu, zarzucając mu, że nie powiadomił niezwłocznie organów ścigania o wykorzystywaniu seksualnym małoletnich przez dwóch podległych mu księży.

## Wyróżnienia
W 2015 nadano mu honorowe obywatelstwo Limanowej.